# Folgezugbetrieb

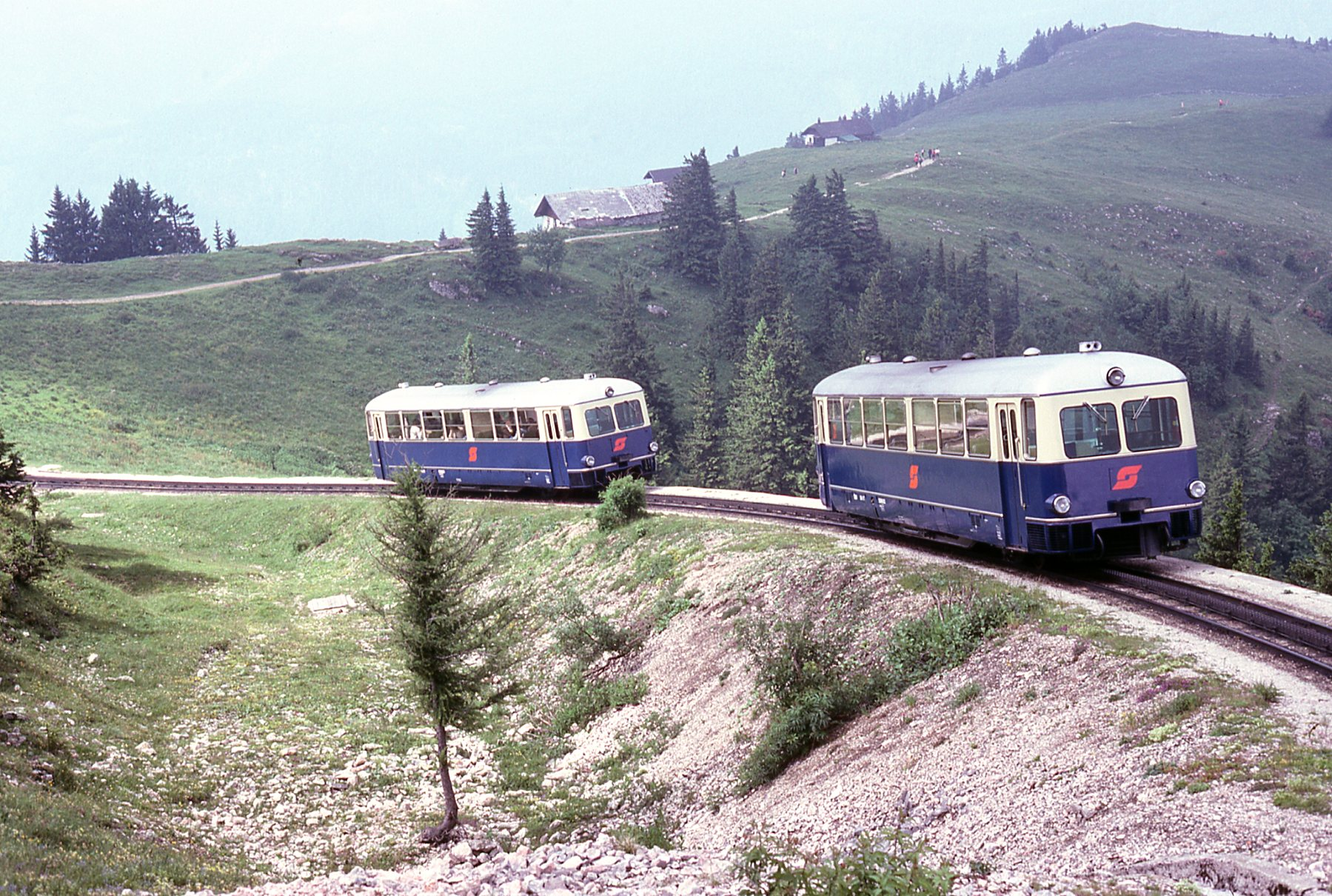
Zwei Triebwagen der Schafbergbahn folgen einander im Sichtabstand.

Straßenbahn in Rumänien: Zwei in einer Kreuzungsstelle stehende, nicht miteinander verbundene Triebwagen (hinten) warten die Kreuzung mit einem in Gegenrichtung in die Stelle einfahrenden (vorne) ab.

Als Folgezugbetrieb oder Zugfolgebetrieb bezeichnet man die Fahrt nicht miteinander verbundener Zugeinheiten mit je eigenem Antrieb (Triebwagen) in gegenseitigem Sichtabstand. Sie verkehren unter einer gemeinsamen Zugnummer. Das Verfahren wird angewendet, wenn entweder die Fahrzeuge nicht kuppelbar sind oder die Streckenverhältnisse das Verkehren von entsprechend längeren Zügen nicht erlauben.
Diese Betriebsform war früher häufig bei Überlandstraßenbahnen zu finden und wird heute noch bei vielen Zahnradbahnen, wie zum Beispiel der Bayerischen Zugspitzbahn, angewendet. Erforderlich sind genügend lange Kreuzungsgleise, hinreichend wirksame Bremsen, um innerhalb des Sichtabstandes zum Stehen kommen zu können, und Sichtverhältnisse, die das Einhalten der Mindestabstände sicher ermöglichen.
In der Schweiz werden im Zugfolgebetrieb verkehrende Züge als Zugverband bezeichnet.

## Betriebsablauf

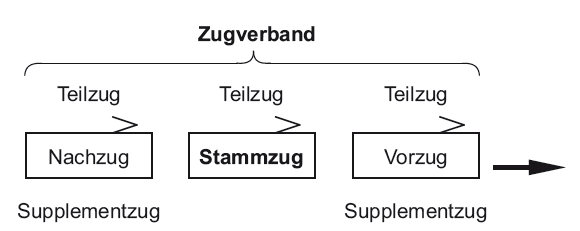
Der Zugverband besteht aus Teilzügen. Diese können Vor-, Stamm- oder Nachzug sein.

Beim Folgezugbetrieb teilen sich zwei oder mehrere Kurse beziehungsweise Umläufe, zum Beispiel ein Regelwagen und ein Einsatzwagen beziehungsweise Doppelwagen, eine Fahrplantrasse und folgen einander im Sichtabstand. An den Kreuzungsstellen müssen die entgegenkommenden Fahrten warten, bis alle Nachzüge eingetroffen sind. Teilweise wird der Entlastungszug dem Regelzug vorausgeschickt, hierbei spricht man von einem Vorzug. Vor- und Nachzüge werden als Supplementzüge bezeichnet. Sofern die nutzbare Länge der Kreuzungsgleise nicht für den Folgezugbetrieb bemessen sind, können Folgezüge nur in einer Fahrtrichtung verkehren. Auf diese Weise kann ohne Anpassung der Infrastruktur eine höhere Kapazität angeboten werden, beispielsweise in den Hauptverkehrszeiten oder bei Großereignissen.
In der Schweiz gelten folgende Minimalabstände zwischen den Teilzügen auf der Strecke:
| Höchstzulässige Streckengeschwindigkeit | Minimalabstand |
| --------------------------------------- | -------------- |
| bis und mit 12 km/h                     | 50 Meter       |
| bis und mit 28 km/h                     | 100 Meter      |
| bis und mit 40 km/h                     | 200 Meter      |

## Sicherung der Zugfahrten
Der Folgezugbetrieb kennt zwei verschiedene Betriebsformen. Einerseits die Betriebsform mit speziell signalisierten Zügen, die den Personalen der entgegenkommenden Zügen anzeigen, dass noch Züge folgen, beispielsweise bei der Pilatusbahn. Andererseits existiert die Sicherung mittels Streckenblock, bei dem durch selbsttätige Gleisfreimeldeanlagen sichergestellt wird, dass ein Streckenabschnitt erst freigegeben wird, wenn alle Folgezüge eingetroffen sind.

### Signalisierung
Erfolgt die Signalisierung per Tafel, so wird der Folgezugbetrieb dem Personal der entgegenkommenden Fahrten durch eine spezielle Signaltafel am ersten und den folgenden Zügen angezeigt. Lediglich das letzte Fahrzeug einer solchen – auch Zuggruppe genannten – Kolonne ist nicht gekennzeichnet.
Bei der Straßenbahn Wien war es früher üblich, die Vorzüge ohne Liniennummer fahren zu lassen – das heißt mit einer weißen Signalscheibe statt der normalerweise üblichen weißen Liniennummer auf schwarzem Grund. Im Gegensatz dazu verwendeten etwa die Pöstlingbergbahn in Linz und die Thüringerwaldbahn kreisrunde rote Scheiben mit weißem Rand als Zeichen für den Folgezugbetrieb. In der Schweiz werden auf Strecken ohne Streckenblock Folgezüge mit einer grün-weißen Scheibe beziehungsweise bei Nacht mit einem grünen Licht signalisiert. Oft werden runde grüne Signalscheiben mit einem weißen Diagonalbalken verwendet, vereinzelt kommen heute längliche Signalscheiben mit weißen und grünen Diagonalbalken zum Einsatz. Dabei signalisiert die Schynige Platte-Bahn am Zugschluss, die Pilatusbahn an der Zugspitze. Die Bayerische Zugspitzbahn wiederum verwendet weiße, kreisrunde Signalscheiben mit schwarzen Großbuchstaben. Hierbei führt der drittletzte Zug den Buchstaben C, der vorletzte Zug den Buchstaben B und der letzte den Buchstaben A. Erst wenn Zug A eingefahren ist, dürfen in der Gegenrichtung fahrende Züge den Kreuzungsbahnhof verlassen.
In der deutschen Signalordnung für Straßenbahnen (SOStrab), einer Anlage der Straßenbahn-Bau- und Betriebsordnung (BOStrab), existiert für den Folgezugbetrieb eine rechteckige Signaltafel mit den im Laufe der Jahre wechselnden Bezeichnungen St 30, Zg 2 oder Zg 5. Es wird Nachzugsignal oder Nachzugzeichen genannt. Hierbei handelt es sich um ein grünes Dreieck auf gelbem Grund. In der Ausgabe von 1958 heißt es hierzu:

„Das Signal zeigt dem Fahrer eines Gegenzuges an, daß dem dieses Signal führenden Zug ein weiterer folgt. Das Signal ist an der Stirnseite eines Zuges so anzubringen, daß es vom Fahrer des Gegenzuges vor dem Begegnen eindeutig erkennbar ist.“

Die Straßenbahn Neuenburg verwendete als Besonderheit, zusätzlich zur eigentlichen Folgezugtafel, eine durchgestrichene Liniennummer als ergänzende Kennzeichnung für einen Vorläuferzug – das heißt, auch die schwarze Liniennummer war grün hinterlegt und mit einem weißen Diagonalbalken durchgestrichen. Allerdings war diese Variante nur bei den vier 1962 gebraucht aus Genua übernommenen Gelenktriebwagen mit den Betriebsnummern 1101 bis 1104 anzutreffen.

Das Nachzugsignal der deutschen SO Strab
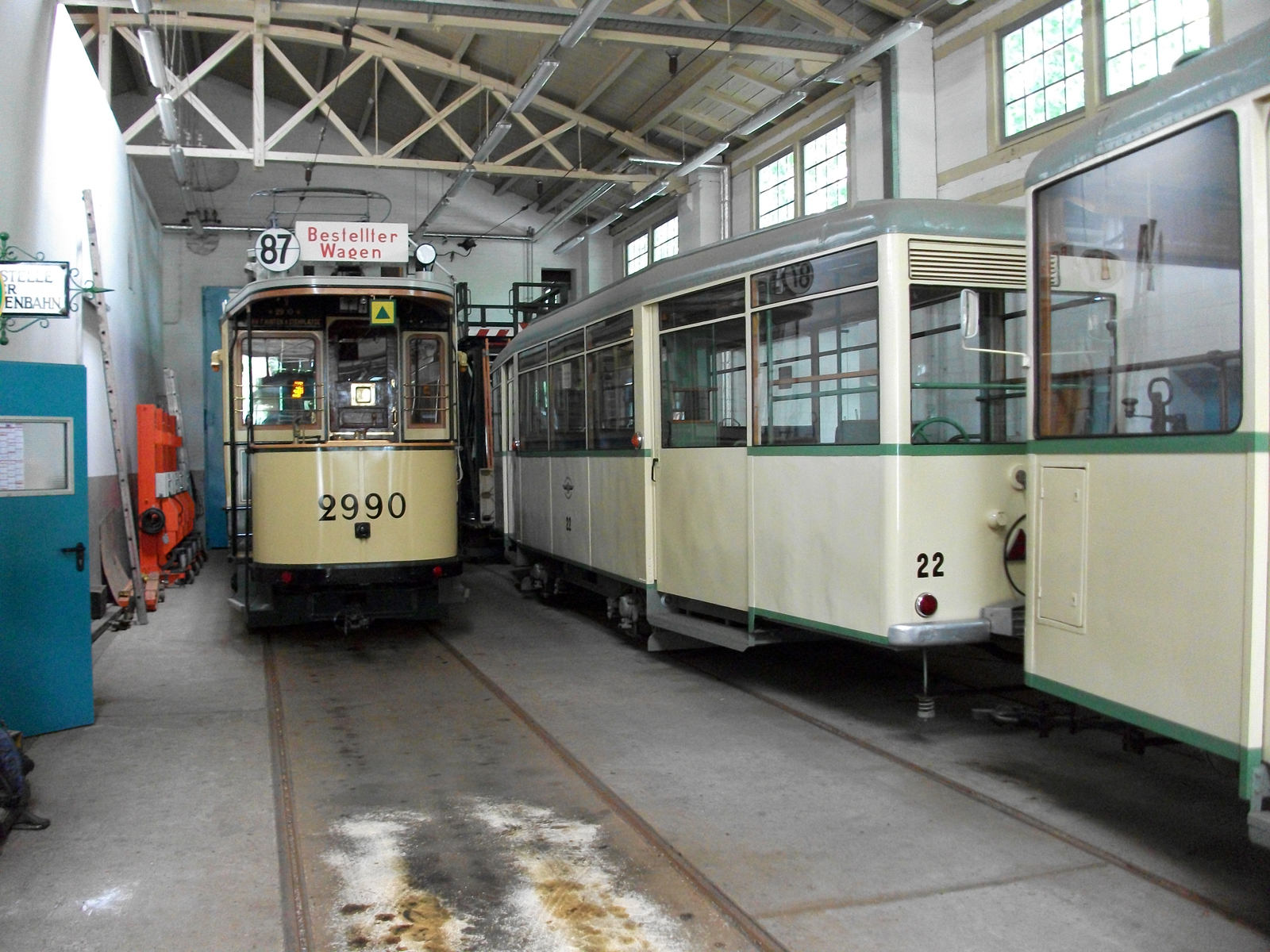
Straßenbahn Woltersdorf: Nachzugsignal an einem Sonderwagen
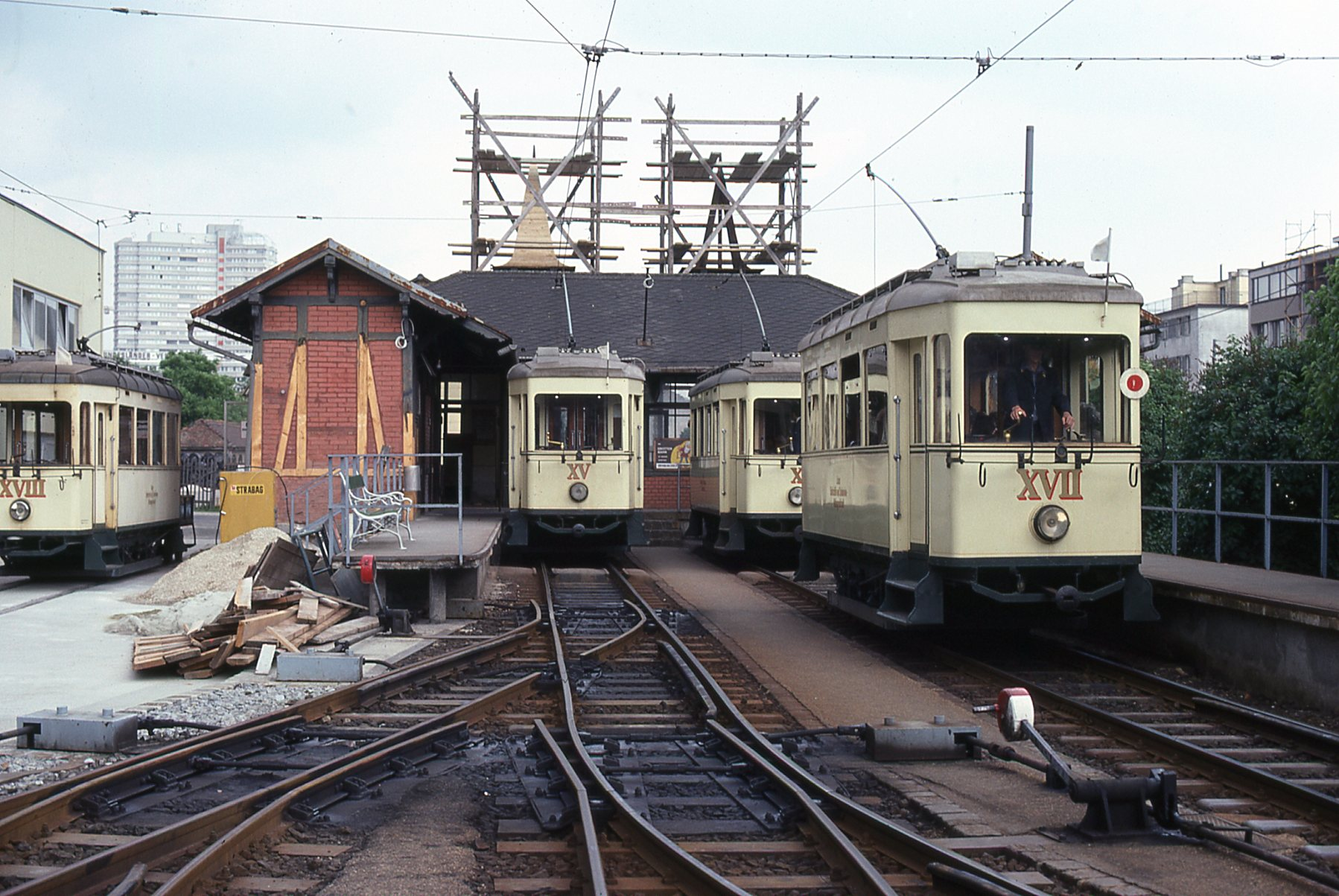
Pöstlingbergbahn, die rote Scheibe mit weißem Rand weist auf einen Folgezug hin
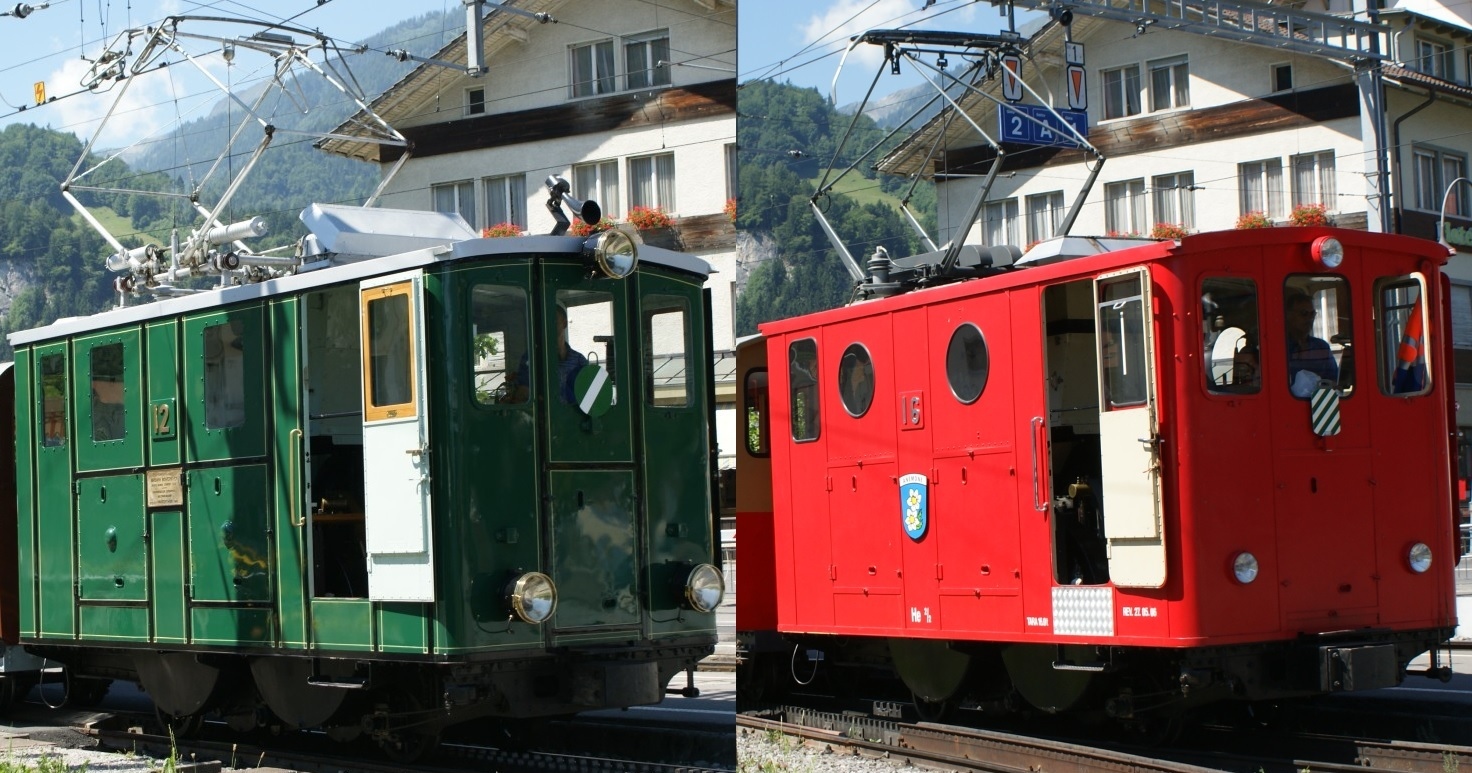
Lokomotiven der Schynige Platte-Bahn mit unterschiedlichen Folgezugtafeln am 29. Juni 2008 in Wilderswil, Schweiz
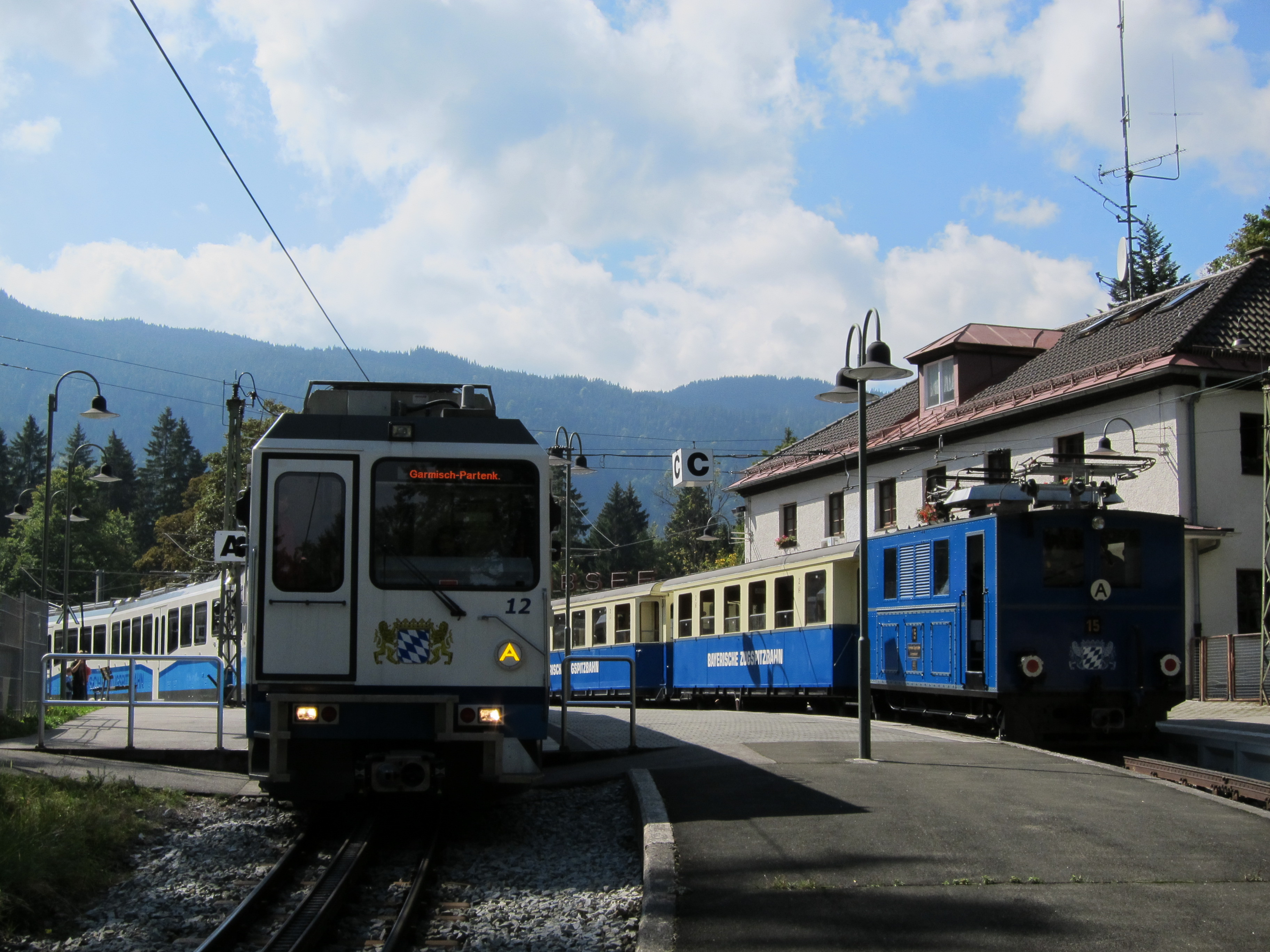
Zugspitzbahn: das beleuchtete A zeigt dem Gegenverkehr an, dass es sich um den letzten von bis zu drei Zügen handelt und kein weiterer folgt
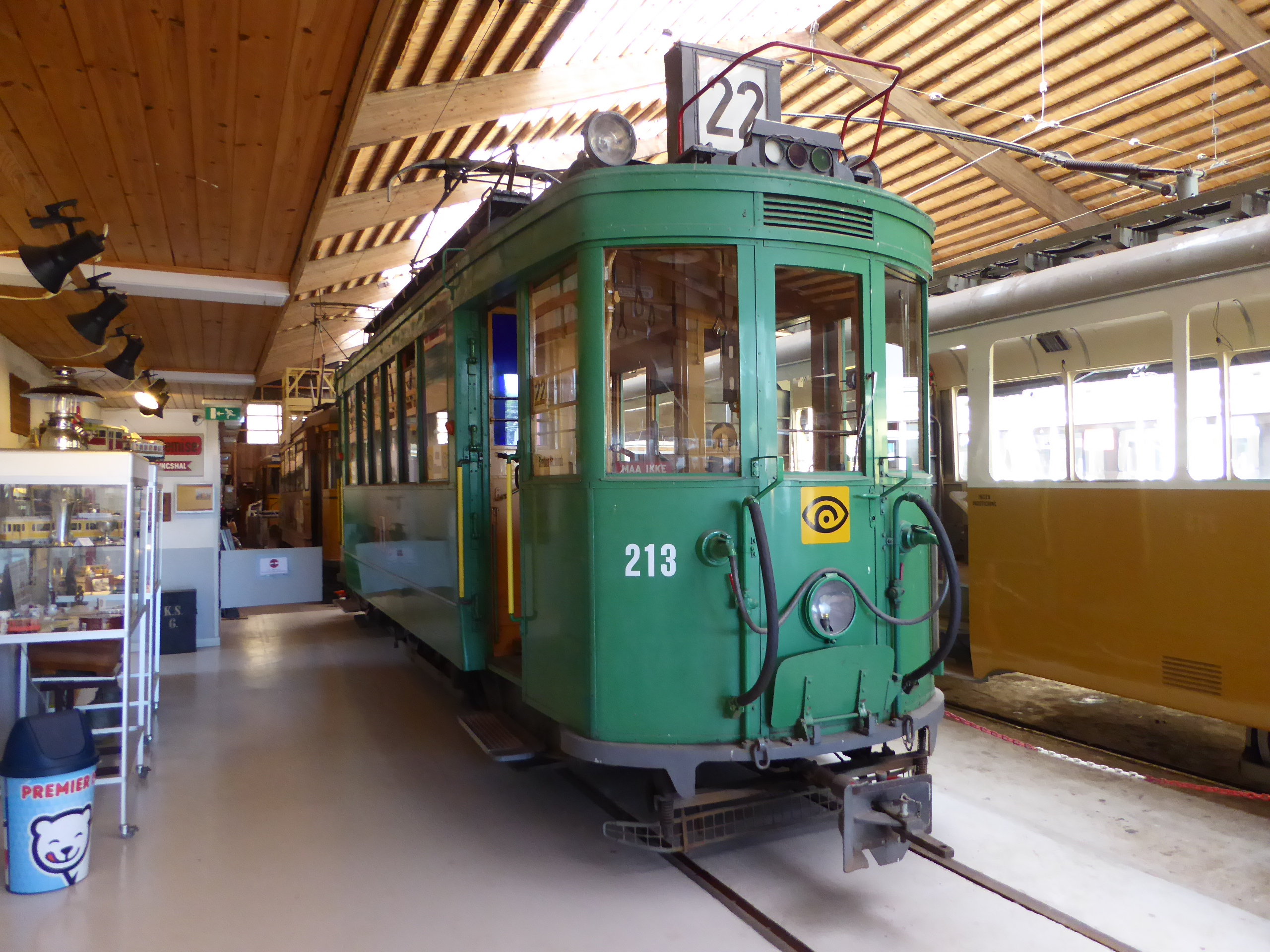
Bei diesem ehemaligen Basler Triebwagen diente das kleine grüne Licht ganz rechts als Folgezugsignal bei Nacht

### Blocksicherung

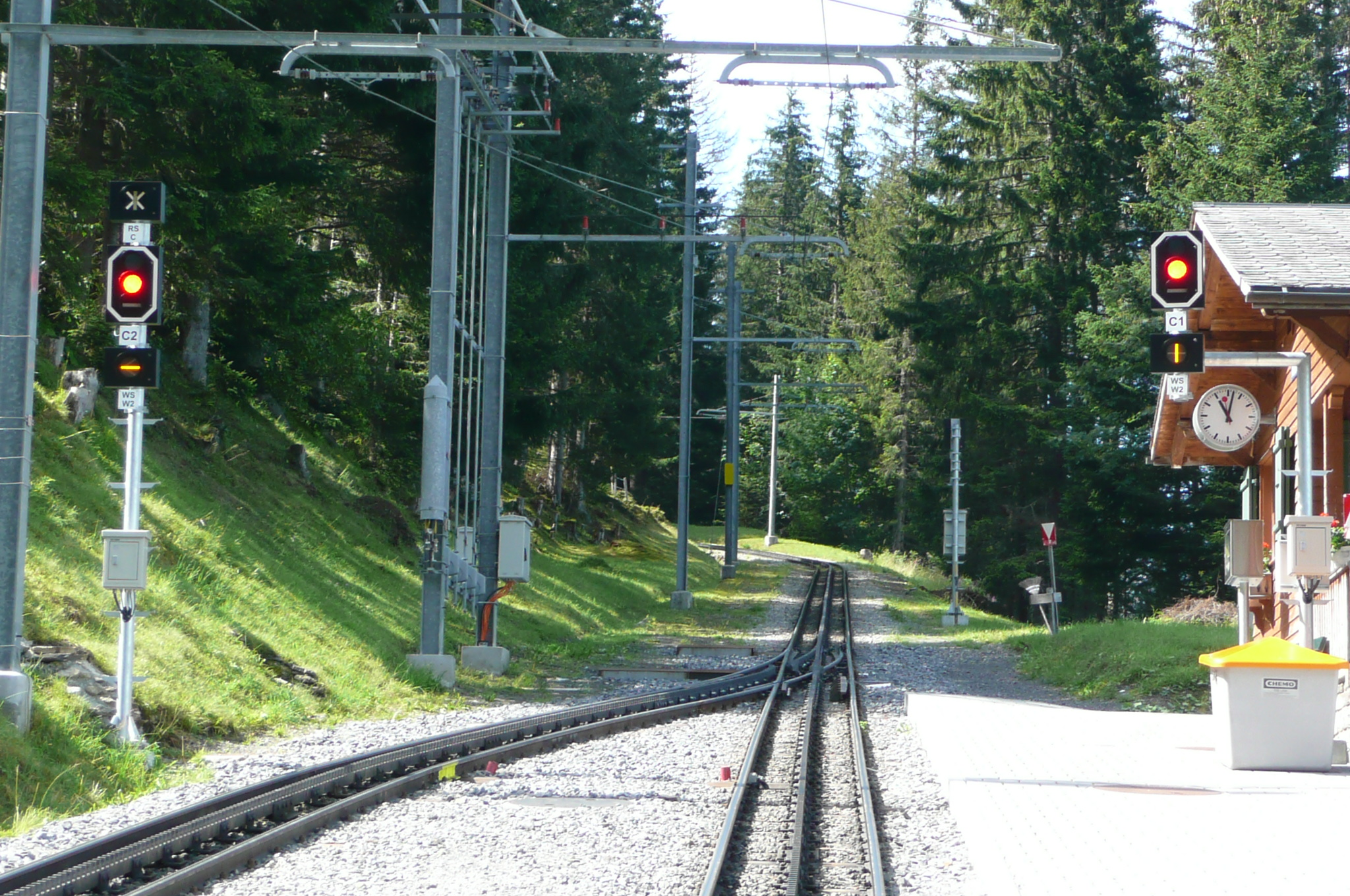
Ausfahrsignale für Folgezugbetrieb im Kreuzungsbahnhof Allmend der Wengernalpbahn. Über dem Hauptsignalschirm links befindet sich das Rangiersignal, unter den beiden Hauptsignalschirmen liegen die Weichensignale.

Mit der Möglichkeit, auf Zahnstangenstrecken höhere Geschwindigkeiten zu fahren (das Maximum liegt heute bei 40 km/h) und wegen des zunehmenden Verkehrs ging man bei einzelnen Zahnradbahnen zur Sicherung der Einspurstrecken mittels Streckenblock über. Gleichzeitig musste der Folgezugbetrieb aufrechterhalten bleiben, weil die Zuglänge im Zahnstangenbetrieb abhängig von der Neigung insbesondere wegen der Laufsicherheit bei Schnellbremsungen begrenzt ist. Die Sicherungsanlagen solcher Bahnen, zum Beispiel der Wengernalpbahn, sind so konzipiert, dass in einer Richtung mehrere Züge freie Fahrt erhalten können. Beim Verlassen eines Bahnhofes erfasst eine selbsttätige Gleisfreimeldeanlage, bei neueren Einrichtungen in der Regel auf Achszählbasis, die Besetzung bzw. die Gesamtzahl der Achsen aller Folgezüge. Die Ausfahrsignale sind bei vorhandener Erlaubnis auch in das besetzte Streckengleis stellbar. Dabei wird dem Folgezug am Ausfahrsignal ein spezielles Signalbild für eine Folgefahrt gezeigt. Auf die Signalisierung der zulässigen Geschwindigkeit wird verzichtet, alle Fahrstraßen werden mit Fahrbegriff 1 angezeigt. Folgefahrten werden angelehnt an das Besetztsignal mit einem waagrechten, orangen Balken signalisiert, der im Hauptsignal integriert ist.
| Hauptsignal | Bedeutung                                                                |
| ----------- | ------------------------------------------------------------------------ |
|             | Fahrbegriff 1 an Signal Typ L für Folgezugbetrieb bei der Wengernalpbahn |
|             | Signalbild für Folgefahrt, angelehnt an das Besetztsignal                |
|             | Signalbild Halt an Signal Typ L für Folgezugbetrieb                      |

Der Freimeldeabschnitt des Streckengleises endet vor der Einfahrweiche des nächsten Bahnhofes. Erst wenn die Gesamtzahl der eingefahrenen Achsen mit der übereinstimmt, die den vorigen Bahnhof verlassen haben oder der gesamte Streckenabschnitt den unbesetzten Zustand meldet, kann die Erlaubnis gewechselt und die Strecke für Züge der Gegenrichtung freigegeben werden. Dadurch entfällt die Signalisierung von Folgezügen an den Zügen selbst.